# ARC自由基化學及生物技術卓越中心
自由基中心（英語：Free Radical Centre）或ARC卓越自由基化學和生物技術中心（英語：ARC Centre of Excellence for Free Radical Chemistry and Biotechnology）是2005年澳洲研究委員會兩次撥款資助成立的研究機構。由墨爾本大學管理。在六所澳洲大學設有節點：墨爾本大學、莫納什大學維多利亞藥學院、雪梨大學心臟研究所、昆士蘭科技大學、臥龍崗大學及位於坎培拉的澳洲國立大學。擁百多名研究人員，研究領域涵蓋從材料科學到生物學的自由基化學各個領域。
2005年澳洲研究委員會撥款1200萬美元，並於2009年再撥款了980萬美元。資助結束於2013年。

## 外部連結
- freeradical.org.au[]
- (Institution outputs). Nature index. 自然 (期刊). 31 December 2017  [2024-03-17]. （原始内容存档于2022-01-21）.